# Crypto Cellar Research
Crypto Cellar Research (deutsch „Krypto-Keller-Forschung“), zuvor Frode Weierud’s CryptoCellar („Frode Weieruds Krypto-Keller“), kurz auch CryptoCellar, ist eine englischsprachige Website zum Thema Kryptologie und ihrer Geschichte. Sie wird vom norwegischen Historiker und Kryptologen Frode Weierud betrieben.

## Geschichte
Der Fokus liegt auf beiden Teilgebieten der Kryptologie: der Kryptographie, also der Wissenschaft der Verschlüsselung von Informationen, und der Kryptanalyse mit dem Ziel, Geheimtexten auch ohne vorheriger Kenntnis des verwendeten Schlüssels, den Klartext abzuringen. Von besonderem Interesse sind Verfahren zum Bruch von Rotor-Chiffriermaschinen, wie sie im Zweiten Weltkrieg eingesetzt wurden. Ausführlich behandelt werden Methoden zur Entzifferung der Enigma und des Lorenz-Schlüsselzusatzes (SZ 42). Dazu kommen auch andere Maschinenschlüssel, wie beispielsweise die Kryha, und Handschlüssel, wie eine während des Biafra-Kriegs (1967–1970) verwendete Methode, die im CryptoCellar aufgeklärt werden konnte.
Als ein weiteres Beispiel für die innovative Arbeit des CryptoCellars kann man dessen Portal Breaking German Wehrmacht Ciphers (BGWC) nennen. Hier wird ein laufendes kryptanalytisches Projekt beschrieben, das bereits vor 2005, damals noch unter dem Namen Breaking German Army Ciphers (BGAC), begonnen wurde und sich zum Ziel gesetzt hat, authentische Enigma-Funksprüche zu entziffern. Im Jahr 2006 sorgte die Enthüllung von Funksprüchen der SS aus dem Konzentrationslager Flossenbürg für internationale Aufmerksamkeit. Durch seine Entzifferungen konnte der CryptoCellar zur Aufklärung der Umstände der Ermordung von General Friedrich von Rabenau beitragen.
Darüber hinaus stellt der CryptoCellar eine Fülle von wertvollen Links zu Dokumenten zur Verfügung, die von Organisationen wie dem TICOM gesammelt wurden oder von krypto-geschichtlich bedeutenden Persönlichkeiten verfasst wurden. Dazu gehören das Treatise on Enigma (The Prof’s Book) von Alan Turing, The Alexander Papers von Hugh Alexander, die Abhandlungen von Bill Tutte über Fish und die Schrift über die B machine von William Friedman, um nur einige zu nennen.